# 麥可·吉文斯
麥可·安東尼奧·吉文斯（英語：Mychal Antonio Givens，1990年5月13日—），為美國職棒大聯盟的投手，目前效力於邁阿密馬林魚。他於2015年在金鶯隊登上大聯盟，並在2020年被交易至洛磯。

## 職業生涯
吉文斯在高中時期不僅是個投手，他還是個內野手。2007年，他入選美國U18國家代表隊。
2009年美國職棒大聯盟選秀，金鶯隊在第2輪54順位選進吉文斯。他以80萬美元與球隊簽約。剛開始球隊打算讓他擔任游擊手，不過他從2013年開始改任投手。2014年，金鶯為了避免吉文斯被他隊以規則五選秀選走，特意不將他擺進40人名單中。

### 巴爾的摩金鶯

#### 2015年
6月24日，吉文斯登上大聯盟。他上場投了一局無失分，便隨即回到小聯盟。7月31日，球隊將Tommy Hunter交易，並將Bud Norris給放進指定讓渡名單內，於是吉文斯回到大聯盟。該年他拿下2勝0敗，防禦率為1.80。

#### 2016年
這年吉文斯在開幕戰就上場，不過他投了1.1局送出2次三振也失2分。在連續2場比賽掉分過後，吉文斯後面投了10局無失分。他在4月分的防禦率為3.00，並拿下2勝。5月分他的防禦率為1.93，並拿下1勝。之後他在6月初又拿了2勝，生涯合計拿下7勝0敗。他也成為金鶯隊史第一位生涯拿下7連勝的後援投手。
該年他投了74.2局，拿下8勝2敗，防禦率3.13，並送出96次三振。
2016年美國聯盟外卡晉級賽，吉文斯完成他的季後賽初登板。他後援2.1局送出3次三振無失分，不過金鶯最後被藍鳥隊的埃德溫·恩卡納西翁敲出再見3分砲輸球。

#### 2017年
4月8日，他面對洋基隊投了一局無失分拿下賽季首勝。上半季他送出44次三振，防禦率為2.25。整年他的防禦率為2.75，並送出88次三振。

#### 2018年
這年球隊將他定位為佈局投手，不過他僅拿下0勝7敗，並有9次救援成功。2018年球季中，金鶯隊進入重建。他們將後援投手查克·布里頓、Brad Brach和達倫·奧'戴都交易出去，因此吉文斯成為球隊終結者。

#### 2019年
這年吉文斯正式成為球隊終結者，而他整年拿下11次救援成功。不過這年他在8、9兩局的防禦率分別為1.93和6.69，所以球季末他又回到了佈局投手的位置。該年他出賽58場比賽，送出86次三振。

### 科羅拉多洛磯
2020年8月30日，金鶯隊用吉文斯向洛磯隊交易Tyler Nevin、Terrin Vavra以及一名日後指定球員。該年他的防禦率為6.75。2021年，吉文斯出賽31場比賽，防禦率為2.73。

### 辛辛那提紅人
2021年7月28日，洛磯隊將吉文斯交易到紅人隊，換來Case Williams和Noah Davis。

### 芝加哥小熊
2022年3月23日，吉文斯與小熊簽下一年合約。

### 紐約大都會
2022年8月2日，小熊將吉文斯交易到大都會，換來Saul Gonzalez。11月9日，吉文斯成為自由球員。

### 重返巴爾的摩
2022年12月21日，吉文斯與金鶯簽下一年300萬美元的合約。他因為左膝發炎，導致他在5月底才重返大聯盟。6月2日，吉文斯換成右肩發炎。由於他頻繁受傷，最終他在8月13日被球隊指定讓渡。

## 個人生活
吉文斯從小被他的曾祖母撫養長大，而他於2014年結婚，並育有兩女。

## 外部連結
- 球員資訊和成績在MLB，ESPN，Baseball-Reference，Fangraphs（英文）